# おはよう上田彰です
おはよう上田彰です（おはよううえだあきらです）は、1982年4月5日から1983年10月7日まで毎日放送（現在のMBSラジオ）で平日に放送されていた生ワイド番組。上田彰（オフィスキイワードの創設者でフリーアナウンサー・ラジオパーソナリティ）による冠番組の1つであった。

## 放送時間
- 毎週月曜日 - 金曜日6:30 - 7:35（JST）
  - 前番組の『6時半です おはようコンちゃん!』から、放送枠と一部のコーナーを継承。

## 出演者
- パーソナリティ
  - 上田彰[3]
- アシスタント
  - 内山タズ子（1982年4月5日 - 1983年4月8日）
  - 平山真理（1983年4月11日 - 1983年10月7日）
    - 大阪テレビタレントビューロー（TTB）に所属していたアナウンサー。出演の期間中に毎日放送との間で専属出演契約を結んでいたため、放送上は「毎日放送（MBS）アナウンサー」という肩書を用いていた。

## コーナー
- 今朝の焦点～毎日ニュース～（ニッポン放送の制作による『お早うネットワーク』の企画ネット版）
- お天気のお知らせ（天気予報）
- 交通情報
- ナウNOWミニ辞典（NRN加盟各局の企画ネット番組）
- みんなで歌おう　森山良子ファミリーポップス（TBS制作の箱番組）
- 朝の歳時記（CBC制作の箱番組）
- 植村直己の南極レポート
  - 植村直己（毎日放送の放送対象地域である現在の兵庫県豊岡市出身の冒険家）の犬ぞりによる3,000km単独行とビンソン・マシフ単独登頂の挑戦に、毎日放送（当時はラジオとテレビの兼営局）のテレビクルーが密着していたことを背景に放送されたコーナー。
  - 植村自身は、当時勃発していたフォークランド紛争の余波で挑戦の断念を余儀なくされたため、放送期間中の1983年3月16日に日本へ帰国した。当番組の終了後（43歳の誕生日でもあった1984年2月12日）に世界で初めてマッキンリー（現在の名称はデナリ）への冬季単独登頂を果たしたが、下山の直後から消息を絶ったまま今日に至っている。
- みんなの町からおはようさん
- 今日もハッピー